# Tangekilen
Tangekilen (norwegisch für Zungenbucht) ist eine Einbuchtung des Schelfeises vor der Prinzessin-Ragnhild-Küste nördlich des Gebirges Sør Rondane im ostantarktischen Königin-Maud-Land. Sie liegt 70 km ostnordöstlich der Breidvika.
Norwegische Kartografen, die sie auch benannten, kartierten die Bucht anhand von Luftaufnahmen, die bei der Lars-Christensen-Expedition 1936/37 entstanden. Namensgebend ist die Gletscherzunge Kiletangen, die unmittelbar östlich der Bucht ins Schelfeis mündet.